# María Luisa Godoy
María Luisa Godoy Ibáñez (née le 18 mars 1980 à Santiago) est une journaliste, animatrice de radio et présentatrice de télévision chilienne.

## Télévision
| Année       | Programme                       | Rôle                                      | Télédiffuseur  |
| ----------- | ------------------------------- | ----------------------------------------- | -------------- |
|             | Meganoticias                    | Reporter                                  | Mega           |
|             | Teledatos                       | Présentatrice de nouvelles                | Red Televisión |
|             | Pollo en Conserva               | Panéliste                                 | Red Televisión |
| 2009-2011   | Gente como tú                   | Animatrice                                | Chilevisión    |
| 2012        | 42e Festival del Huaso de Olmué | Présentatrice (avec Leo Caprile)          | Chilevisión    |
| 2012        | Mucho gusto                     | Panéliste                                 | Mega           |
| 2012-2013   | Coliseo romano                  | Animatrice                                | Mega           |
| 2014-2015   | Juga2                           | Capitaine de l'équipe rouge (Saisons 2-3) | TVN            |
| 2014        | Más que 2                       | Panéliste                                 | TVN            |
| 2016        | Buenos días a todos             | Animatrice                                | TVN            |
| 2016        | Por ti                          | Animatrice                                | TVN            |
| Depuis 2017 | Muy buenos días                 | Animatrice                                | TVN            |